# Scheephammer
Der Scheephammer, auch Hege oder Hage genannt, ist ein Handwerkzeug in den Salzsiedereien, das zur Reinigung der Siedepfannen eingesetzt wird. Als Scheephammer verwendet man einen gröberen Holzhammer zum Schlagen auf die dünnen Blechwandungen einer Pfanne sowie einen kleineren spitzen Metallhammer mit Holzstiel, den Fegehammer, für stark anhaftende Reste des Absatzes. 
Für das Werkzeug sind regional verschiedene Benennungen gebräuchlich, die sich von der unterschiedlichen Bezeichnung für den Pfannenstein ableiten. So wird der Pfannenstein auch als Steinkruken, Steinkruste und Steinkürste bezeichnet oder, deutlich häufiger, dialektal mit Schepp, Schep, Schöp, Scherp oder Scheep. Dementsprechend wird bei der Bildung eines Kompositums als eines bezeichnenden Ausdrucks für den Begriff dieser Hämmer jeweils die in der Region bevorzugte einsilbige Wortform Komponente der Wortneubildung, so etwa in Scheephammer.
Der Pfannenstein oder Scheep ist der beim Salzsieden ausflockende Kalk mitsamt einem Gemisch aus Verunreinigungen. Er setzt sich an der Siedewanne an der Wandung und am Boden ab. Mag denn die mit dem Absetzen verbundene Scheidung von Bestandteilen der Sole durchaus erwünscht sein, so erschwert es doch zunehmend den eigentlichen Siedevorgang und kann gar zum Durchbrennen der Pfanne führen. Daher sollte eine Salzsiedepfanne normalerweise im Zweitages-Rhythmus von dem Ansatz befreit werden. Hierzu wird die trockene Pfanne bei leichtem Feuer erhitzt. Der Pfannenstein – zumeist vornehmlich Gips, Glaubersalz und Salz – kann dann teils wie eine Steinhaut abplatzen. Hierbei helfen Bewegungen mittels des Scheephammers gegen den Boden oder die Wannenseite, möglichst der Nietnaht entlang geführt, mit denen der Scheep behämmert, abgeklopft und abgestoßen wird. Man nennt es „Pfannensprengen“.